# 涅伽达文化
涅伽达文化（英語：Naqada culture，又译奈加代文化）是古埃及前王朝時期（约公元前4000—前3000年）的一個考古学文化，該文化的名稱來自於基納省的奈加代。2013年牛津大学对前王朝时期进行的放射性碳测定研究表明，其开始日期大约在公元前3800年至3700年之间。奈加代三期文化是奈加代文化的最后一个阶段。

## 分期

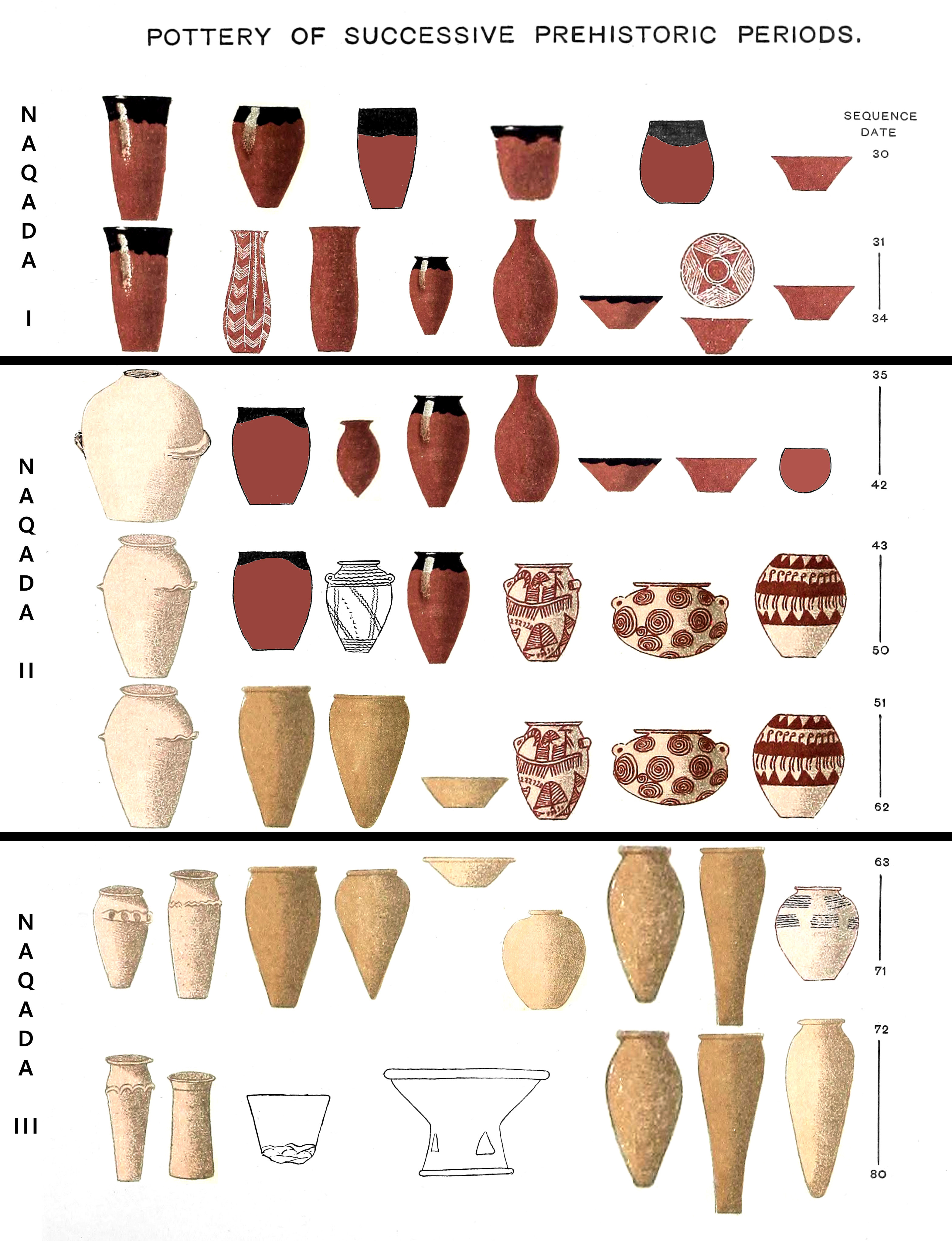
埃及史前陶器风格的演变，从涅伽达一期文化到涅伽达三期文化

### 弗林德斯·皮特里爵士
1894年，发现这座遗址的弗林德斯·皮特里爵士，最初将涅伽达文化分为三期：
- 涅伽达一期文化：阿姆拉特文化（发现于阿姆拉）
- 涅伽达二期文化：格尔津文化（发现于格尔津）
- 涅伽达三期文化：塞曼纳文化（发现于塞曼纳）

### 沃纳·凯泽
沃纳·凯泽在1957年提出了一种新的分期方法，该分期始于公元前4000年，现在的版本略有调整如下：
- 涅伽达一期文化：（约公元前3900–3650年）
  - 黑顶陶器（英语：Black-topped pottery）
  - 与努比亚、西部沙漠绿洲和东地中海的贸易[3]
  - 来自埃塞俄比亚的黑曜石[4]
- 涅伽达二期文化：（约公元前3650–3300年）
  - 遍布整个埃及
  - 首次出现泥灰岩陶器和金属加工
- 涅伽达三期文化：（约公元前3300–2900年）
  - 更复杂的陪葬品，首任法老
  - 圆柱形罐子
  - 写作

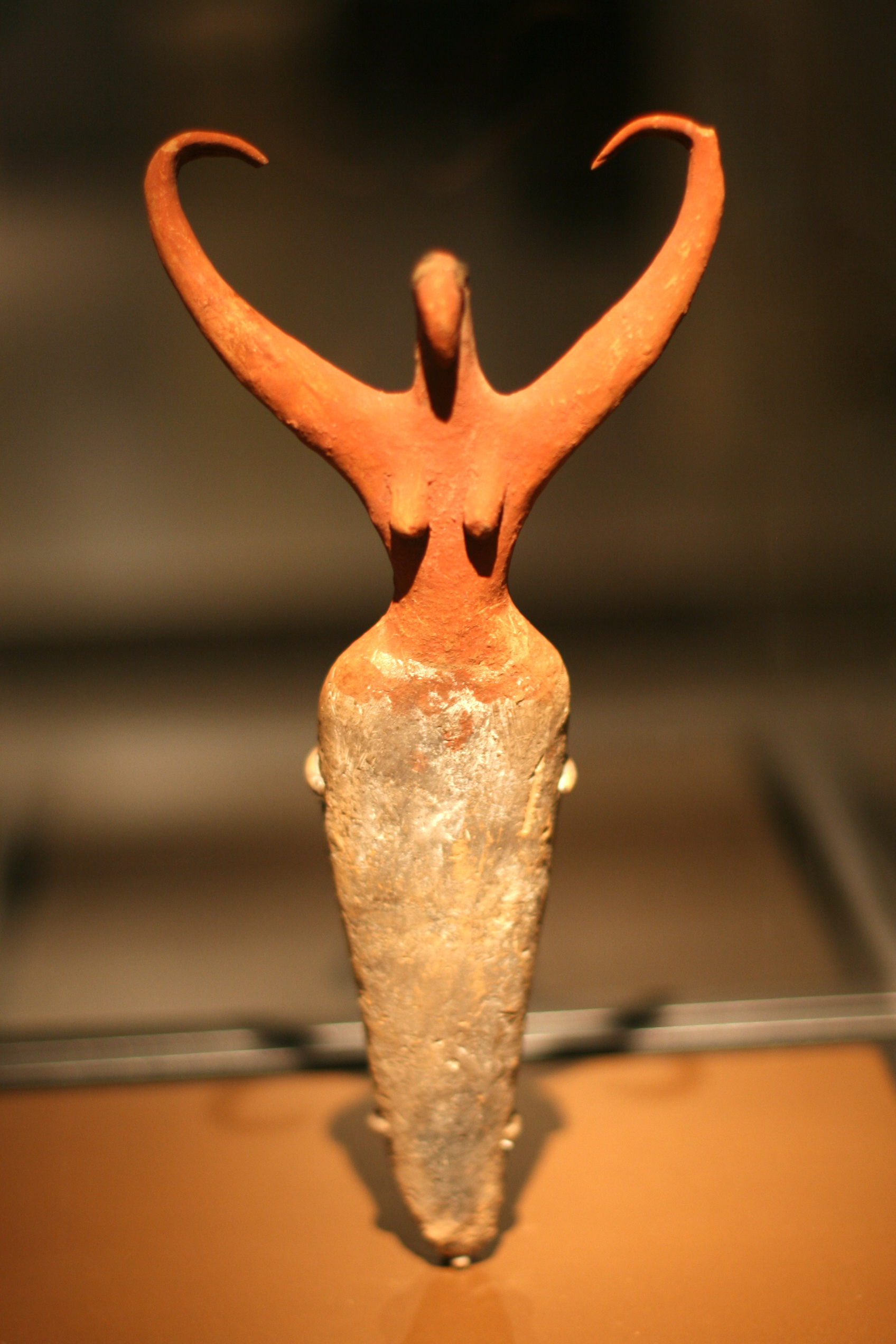
涅伽达二期文化的女性雕像。公元前3500年至3400年，现藏于布鲁克林博物馆
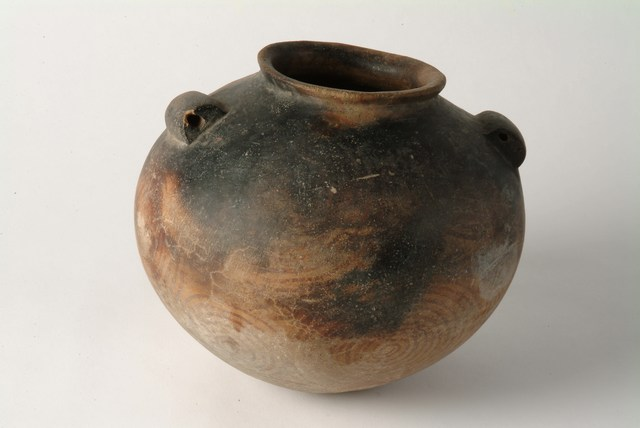
前王朝时期的涅伽达烹饪罐。研究表明，这个罐子曾经装过一份蜂蜜炖肉。
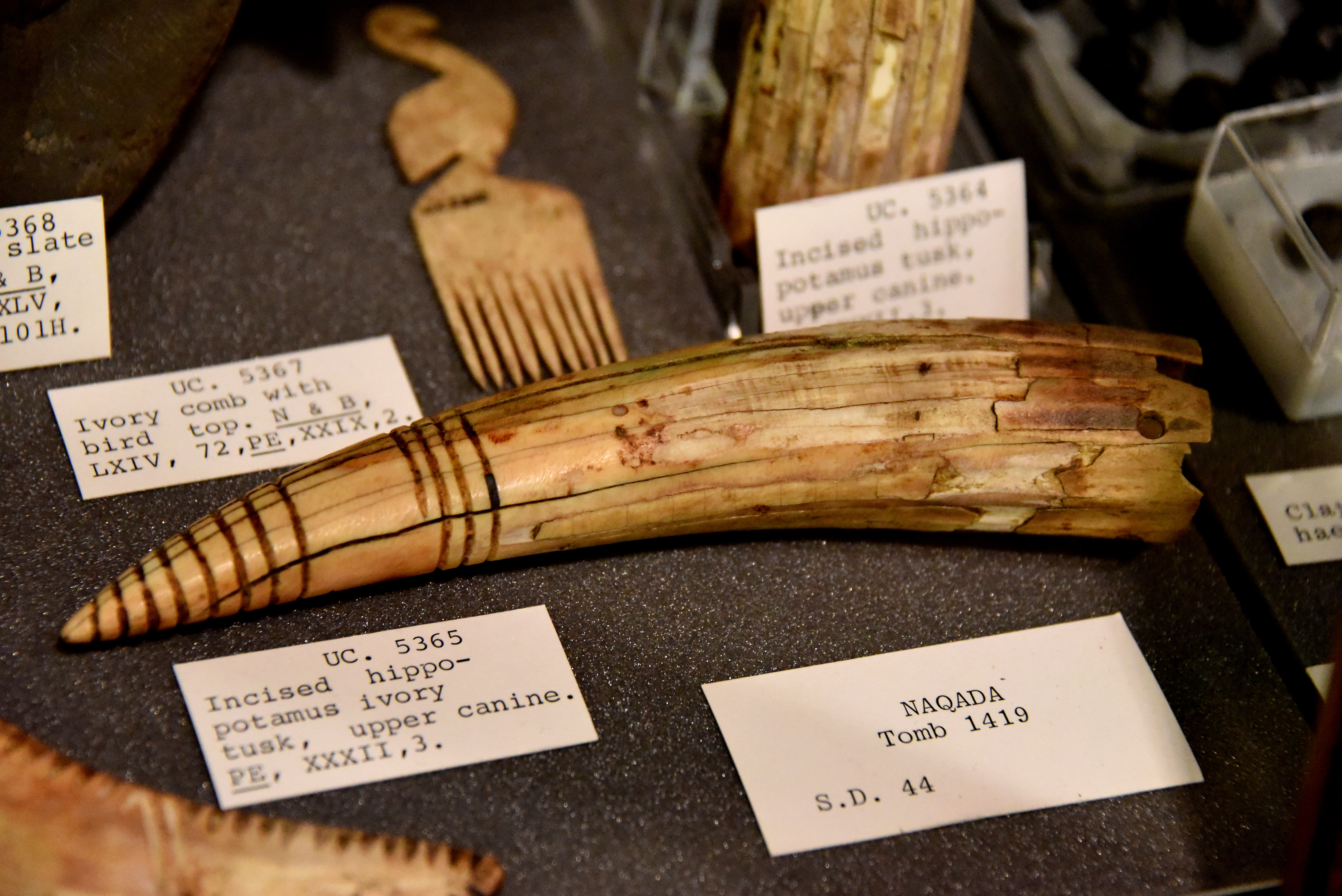
涅伽达1419号墓中出土的雕刻河马牙，上部有四个孔，现藏于伦敦的彼得里埃及考古学博物馆。
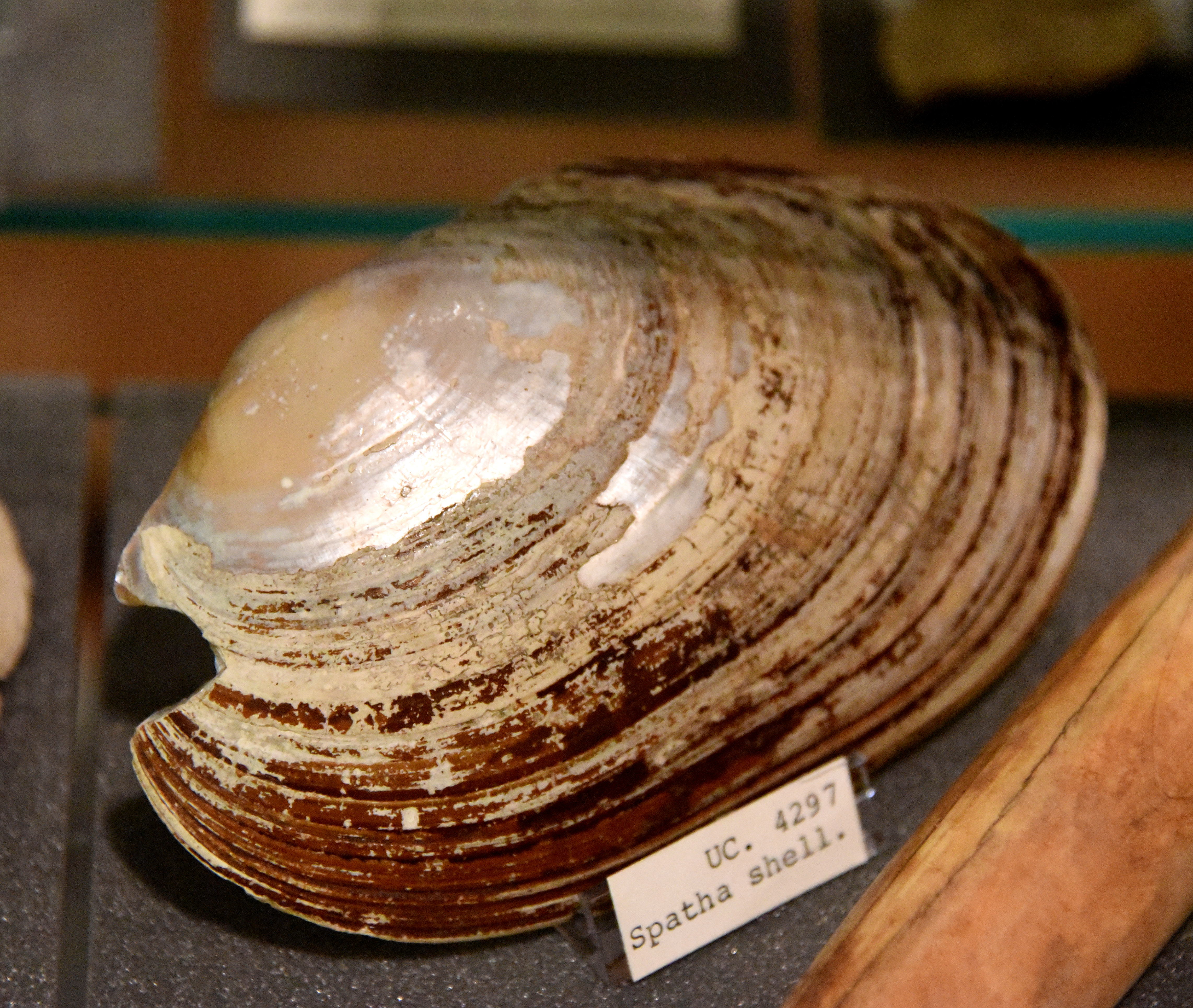
涅伽达1539号墓的斯帕塔（Spatha）贝壳，现藏于伦敦的彼得里埃及考古学博物馆。
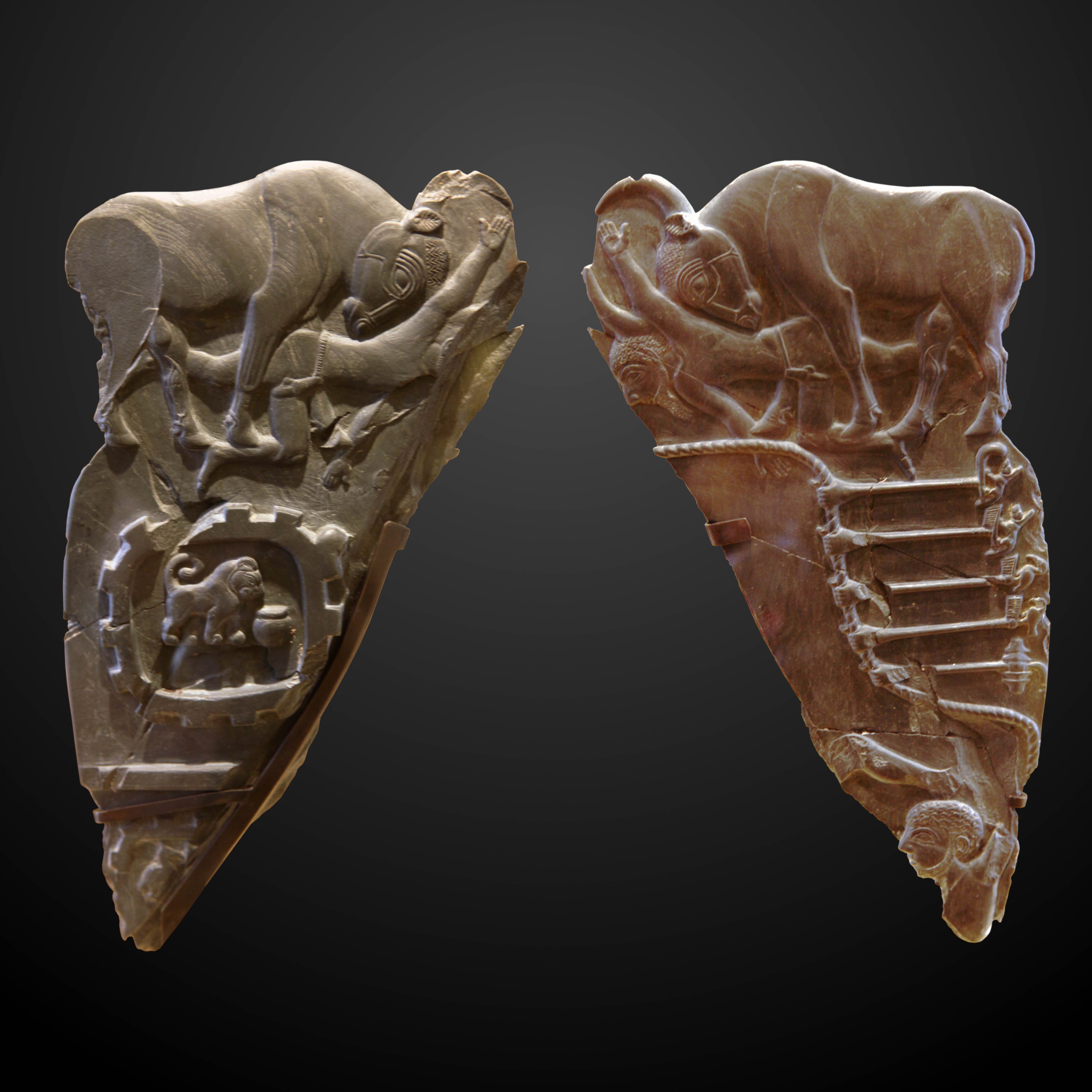
公牛调色板
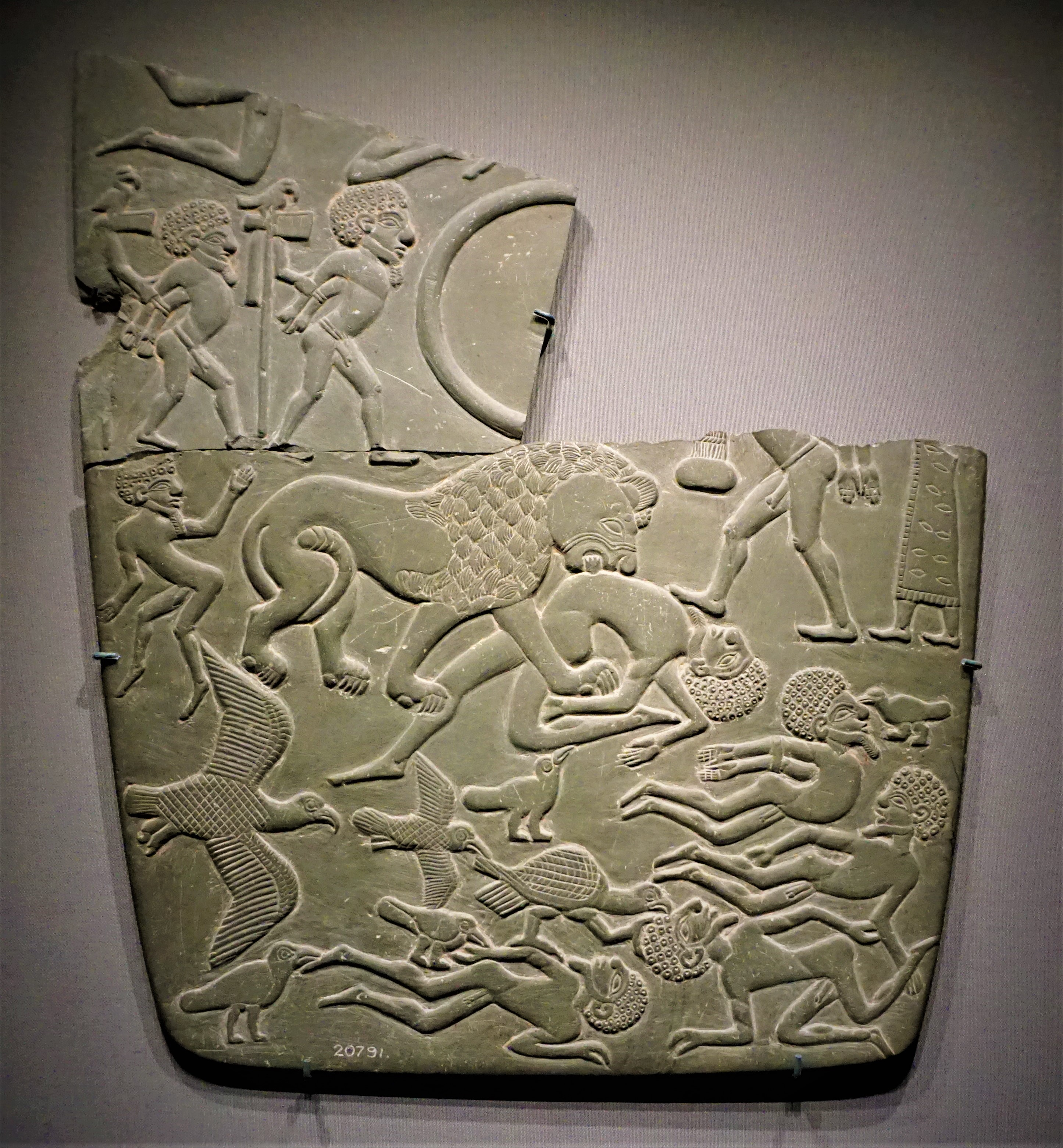
战斗调色板，公元前3100年
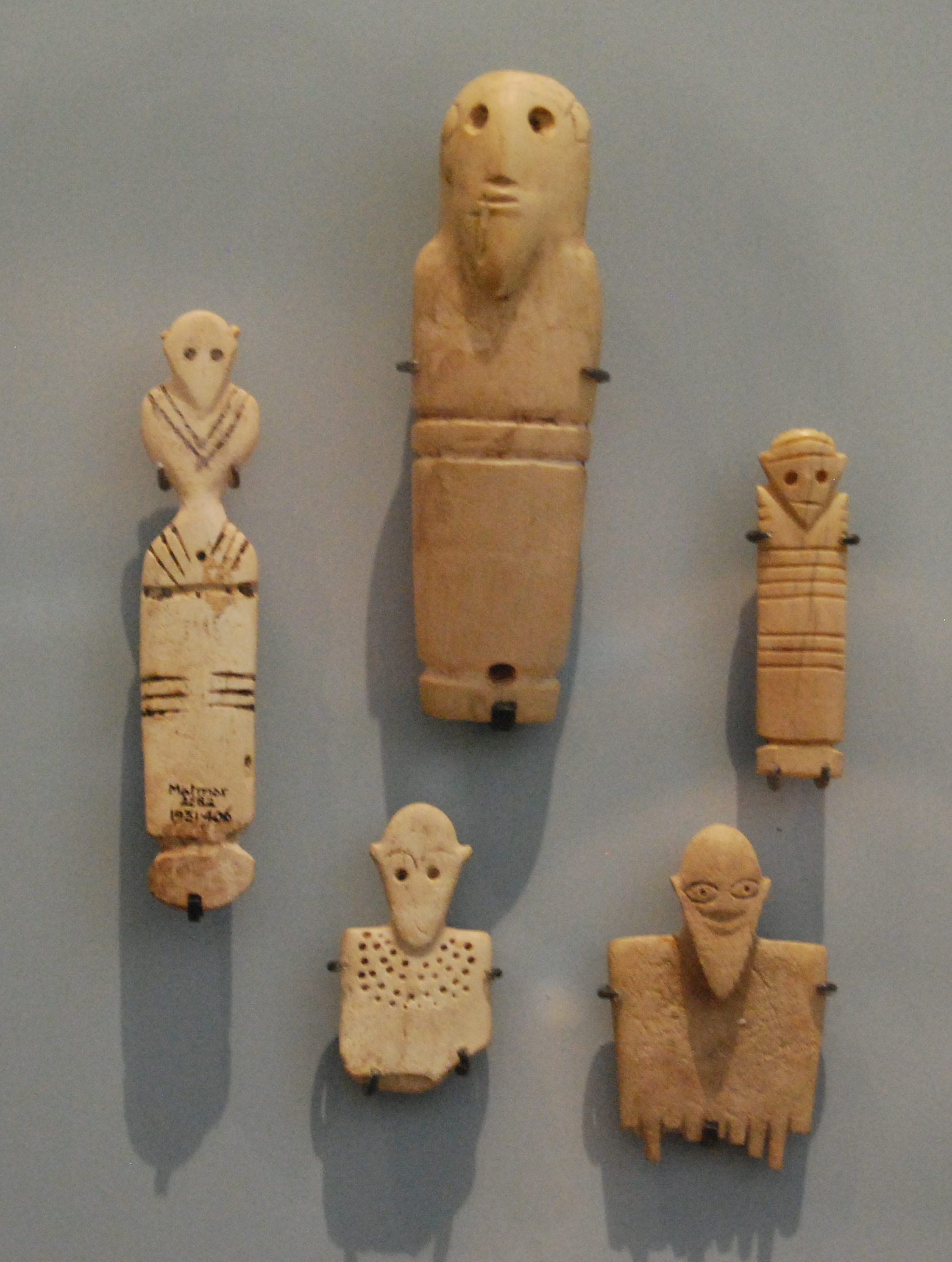
涅伽达的前王朝时期人物雕像。

## 遗址与考古发掘
涅伽达遗址的物质文化根据不同阶段而有所变化。在大多数涅伽达遗址中出土的陶器都有其特定时期的特征。涅伽达遗址出土的陶器类型包括碗、小罐、瓶子、中等大小的颈罐、酒罐和波浪形手柄罐。大多数的出土陶器可能由于装饰而用于文化用途，同时也用于食物储存和食物摆放以供食用。陶器上的各种设计包括波浪形图案，有时伴有花卉图案或人物绘画，这表明涅伽达文化的艺术表达十分强烈。
 
在涅伽达二期文化的陶器上也描绘了一些动物，如狮身鹰头兽和蛇头豹，这些设计可能受到了早期美索不达米亚的影响，与早期乌鲁克时期的陶器有关联。

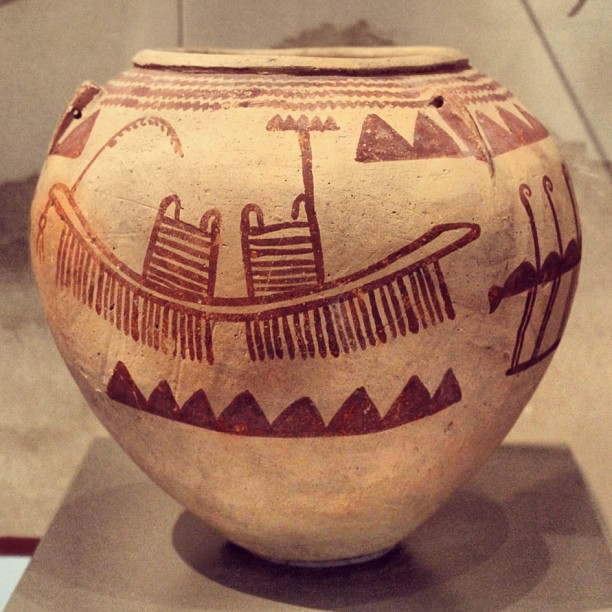
涅伽达D型陶罐
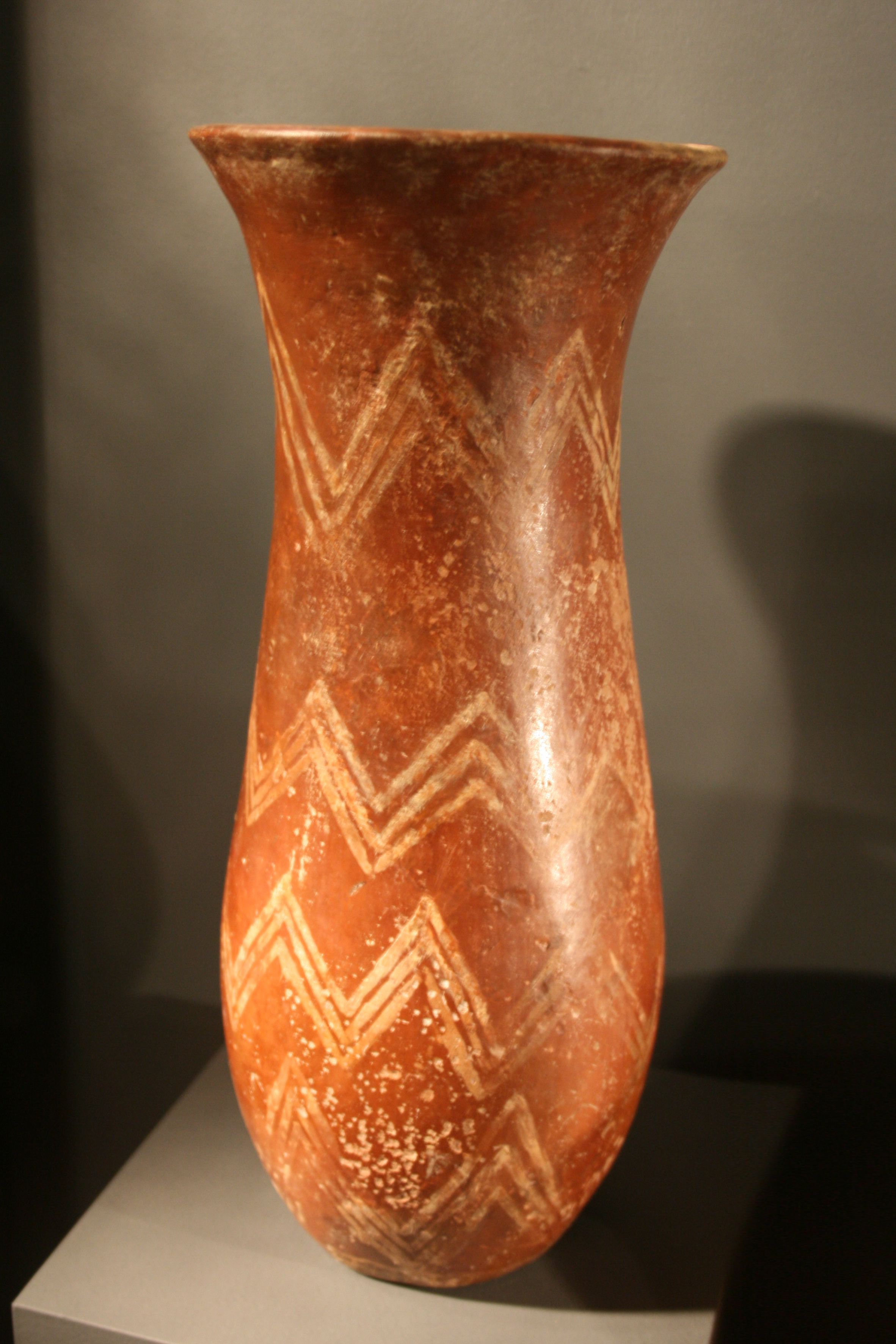
阿姆拉特文化，即涅伽达一期文化的陶罐
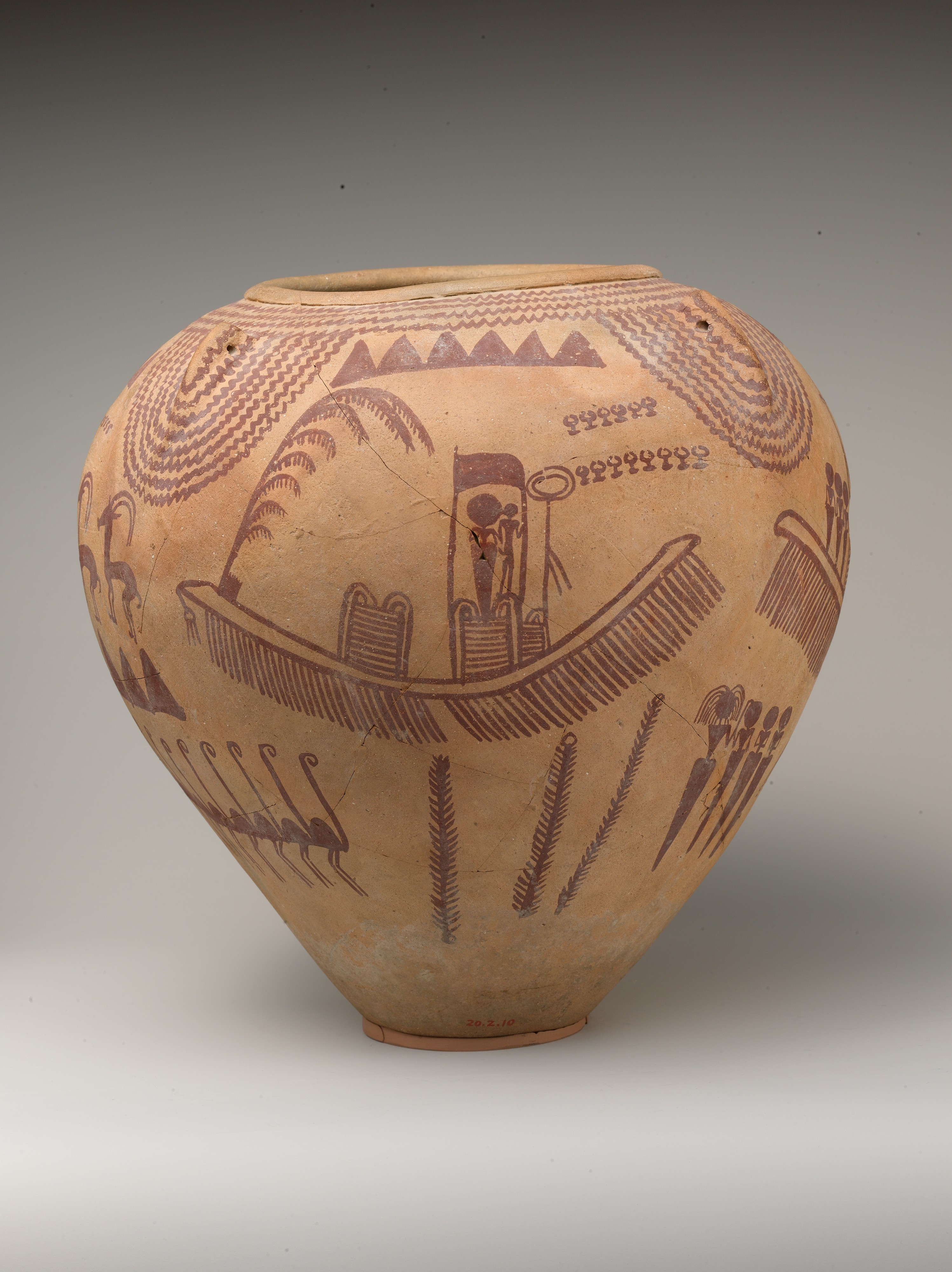
涅伽达二期文化晚期（公元前3500年-公元前3300年)的陶罐，现藏于大都会艺术博物馆

有证据表明，涅伽达三期文化的各个遗址（如塔尔法尔哈，Tel El-Farkha和塔尔穆拉，Tel El-Murra）制造了铜鱼叉，主要用于猎捕河马之类的尼罗河动物。在涅伽达上层社会中，猎捕河马被认为是高地位的象征，而铜的获取更多局限于精英阶层，而不是普通百姓。鱼叉可能也用于贸易保护。一个古埃及港口的表明，贸易商队的人们使用鱼叉来保护自己。鱼叉在艺术表达中也有含义。在宗教仪式中，可能象征使用鱼叉进行一场“魔法”狩猎。

在涅伽达遗址中发现的小雕像通常由石头和象牙等材料制成。它们可能用于儿童玩具等日常用途，或者用于药物和魔法之类的仪式。据推测，有些雕像可能象征丰饶，用于农业和作物生产。此外，这些雕像还可能在葬礼和安葬仪式中使用。一些遗址中，小雕像常被发现靠近遗体，这表明它们可能在这些仪式中使用。

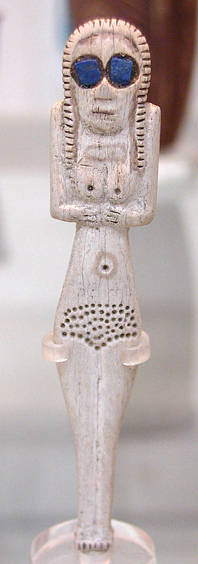
涅伽达文化的女性骨雕，现藏于大英博物馆
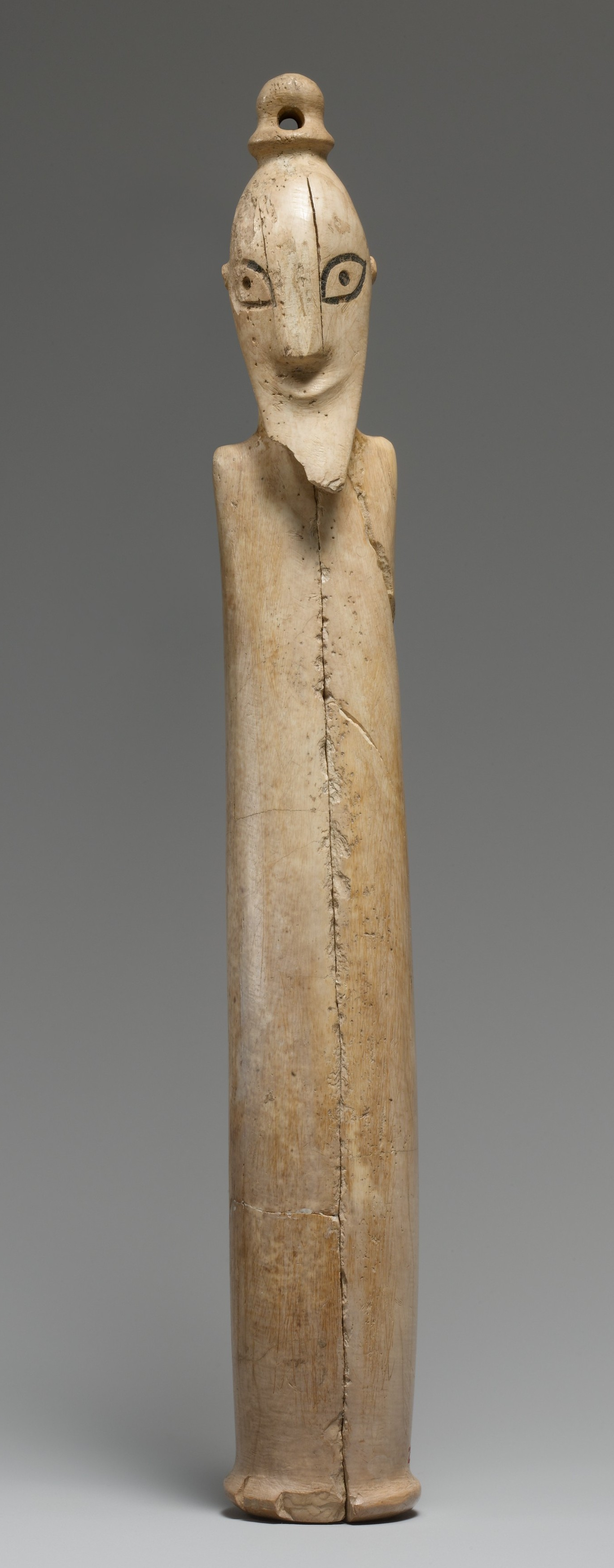
涅伽达一期文化晚期的牙雕，现藏于大都会艺术博物馆
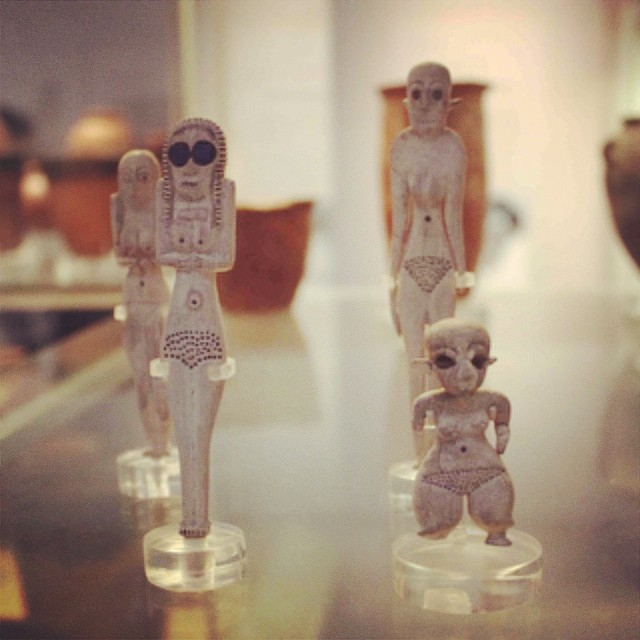
前王朝时期涅伽达一期文化（公元前4000年-公元前3600年）的骨头和象牙雕像

刀和刀柄在涅伽达文化中很常见。扭刀传统是一种可能存在的独特的刀具传统，它起源于下埃及，逐渐传入上埃及，并结合了两地的刀具制造风格。这个时期发现的刀具由燧石制成。一些年代可以追溯到涅伽达二期文化的刀柄展现了精美的雕刻艺术。刀柄上描绘了宗教信仰和埃及的自然景象。涅伽达社会中使用的刀具常用于日常用途，如切割食物、狩猎和仪式等。通过刀柄上精美的艺术作品，可以推测出这些设计精美的刀柄是为涅伽达社会的上层精英保留的。 涅伽达文化出现了早期埃及文字。文字大约在涅伽达二期文化出现，形式为象形文字。以陶器为主的许多物品写有文字，这些文字通常描绘动物和人，并用于记录贸易和行政事务。 文字主要用于精英阶层，早期的书写更多地记录王室事务，而不是涅伽达文化的日常生活。这一点在前王朝时期和早期王朝时期中也可以见到。 

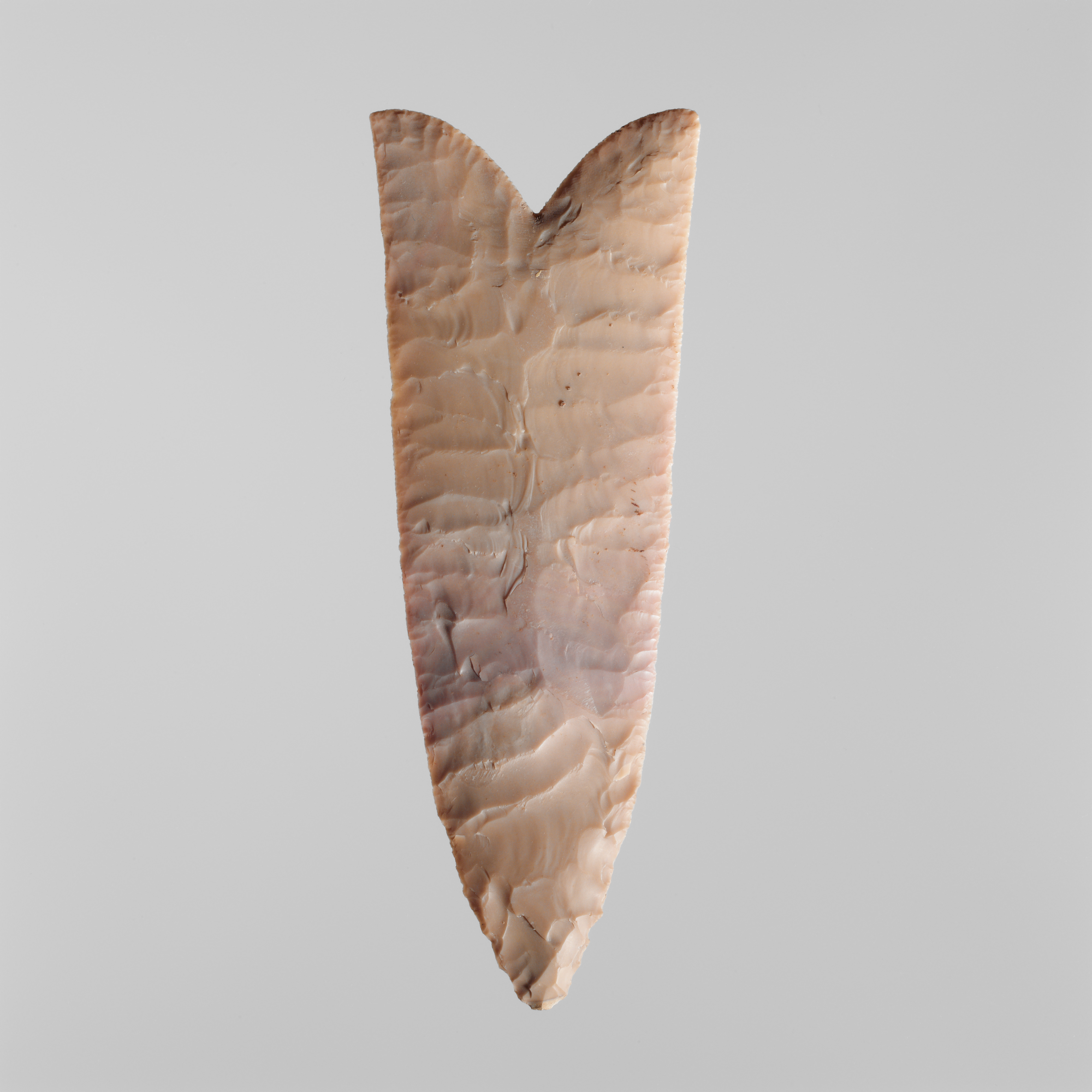
涅伽达二期文化的鱼尾刀，现藏于大都会艺术博物馆
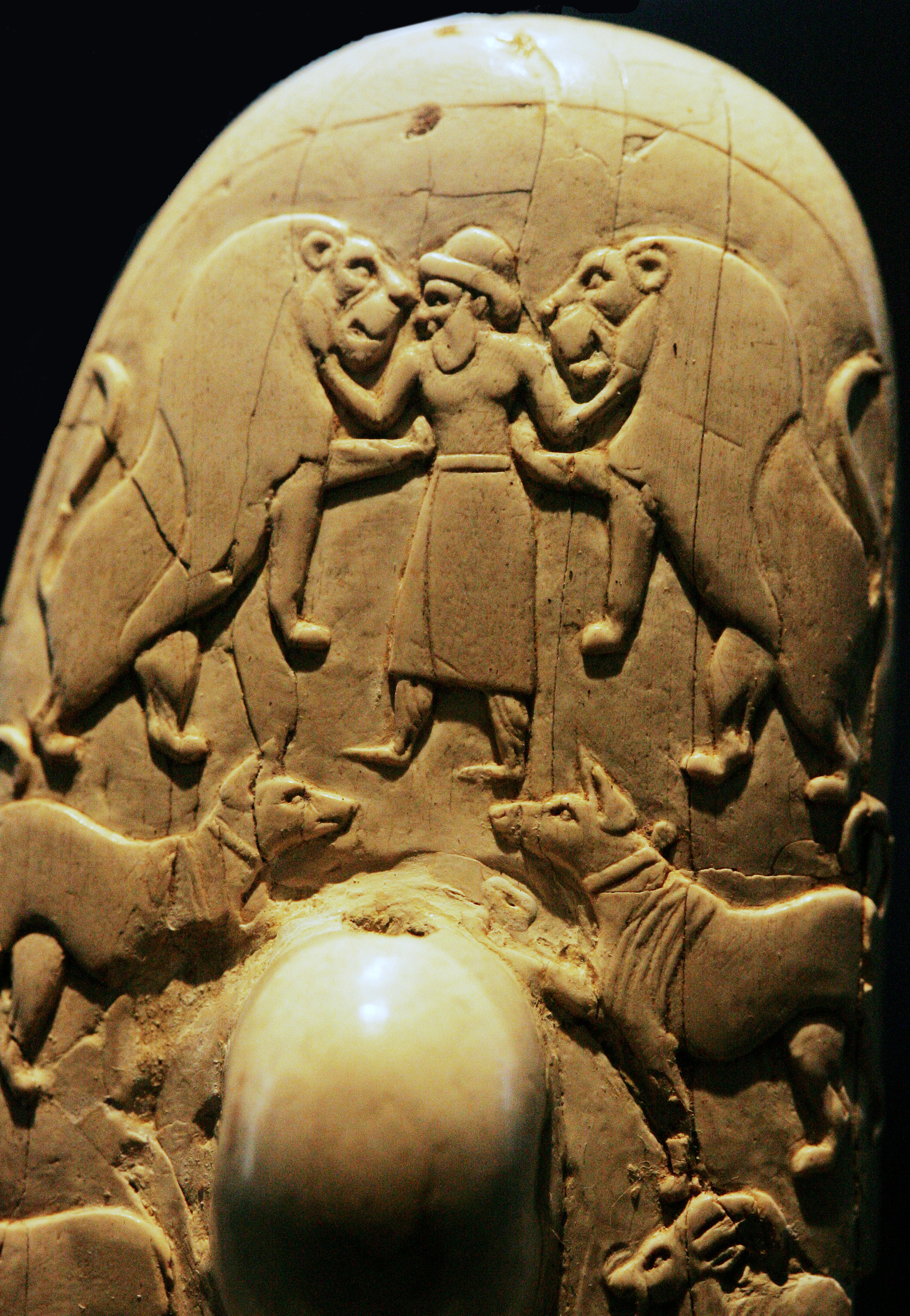
格贝尔阿拉克刀（英语：Gebel el-Arak Knife）。刀柄的反面显示了一个动物之王（英语：Master of Animals）的形象：两只相对的狮子，中间有一个人物。
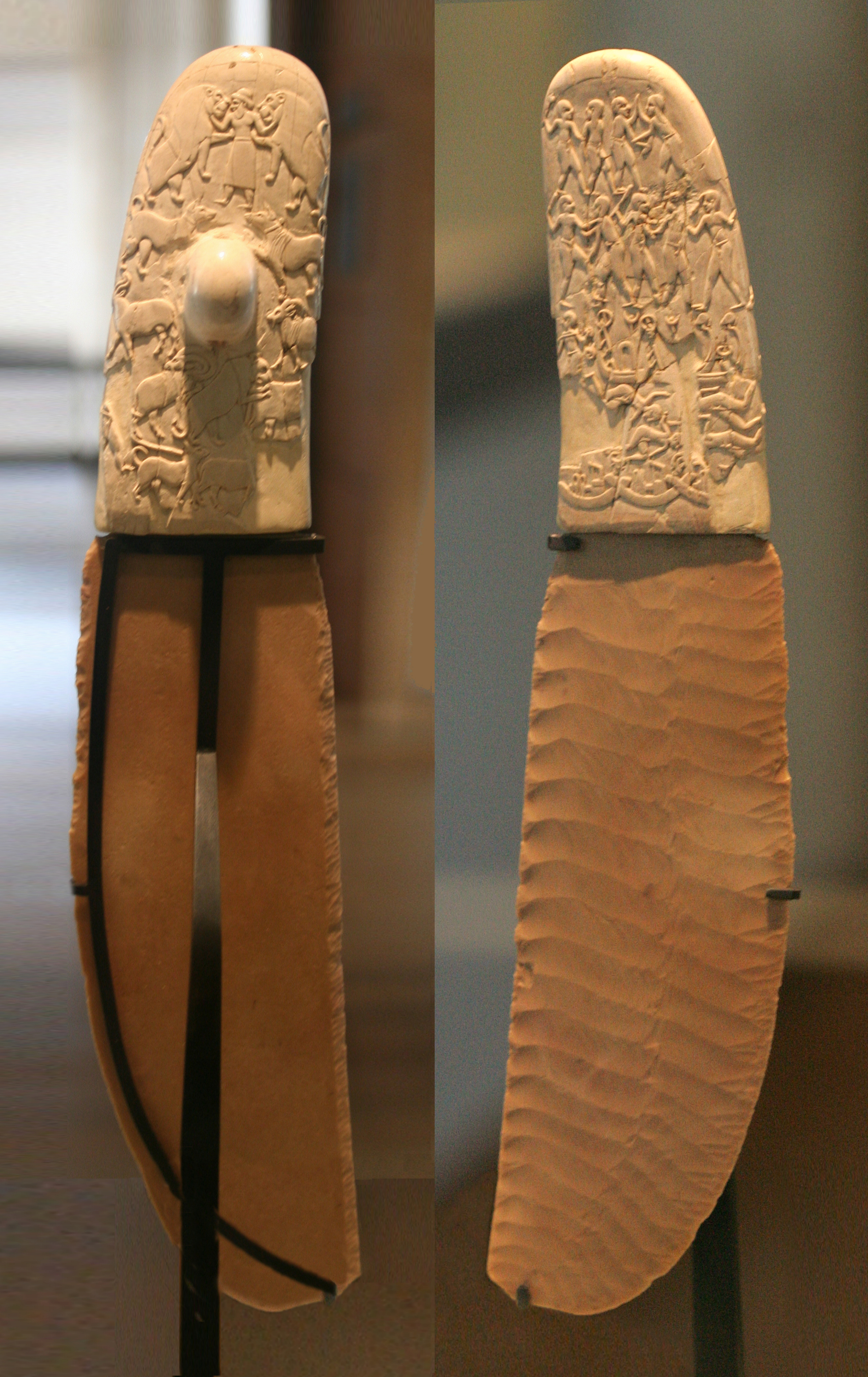
格贝尔阿拉克刀（英语：Gebel el-Arak Knife）（3500–3200 BCE），现藏于卢浮宫博物馆

涅伽达遗址发现了许多建筑。在埃尔·辛比拉威恩（El-Simbillawein）以东14公里的泰尔·埃尔·法尔哈（Tel-El Farkha）遗址发现了涅伽达二期文化酿酒厂的证据。酿酒厂本身被木栅栏围绕，将酿酒厂与普通房屋隔开。遗址的发掘显示，随着时间的推移木栅栏被泥砖墙所取代。酿酒厂有13个连续的大缸，这些大缸很可能被用来生产啤酒。制作啤酒时，一部分谷物制作成麦芽，另一部分制成粥状物。然后将两者混合，通过筛过滤去除液体，最终得到了啤酒。泰尔·埃尔·法尔哈还发现了另一些建筑物。其中一座最大的建筑建在一个土丘上，由厚泥砖墙包围，建筑内部是保存较差的小房间，四周是30至40厘米高的墙。建筑周围的墙壁可能出于防御目的而建造。建筑物内还发现了一些罐子，表明该建筑物也可能被用作仓库。

在涅伽达一期文化，埃及人与南方的努比亚、西部沙漠的绿洲以及东地中海地区进行了贸易。贸易很可能是由社会精英进行的。 涅伽达文化与下努比亚的人进行贸易，而贸易对象可能是A文化组。涅伽达文化与努比亚人贸易的物质证据可以在这些遗址中的文物中发现。经常交易的商品包括陶器、衣物、调色板和石制容器。努比亚发现的陶器主要出现在墓穴当中，通常在尸体周围。陶器本身也是从黎凡特交易来的。一件泰尔·埃尔·法尔哈出土的陶器由该地区没有的粘土制成，推测这件陶器是黎凡特制造和交易而来的。人们还从埃塞俄比亚进口黑曜石，用石片来制作石刃和其它物品。尼肯墓穴中的木炭样本鉴定为来自黎巴嫩的黎巴嫩雪松，这些墓穴可追溯到涅伽达一期和二期文化。

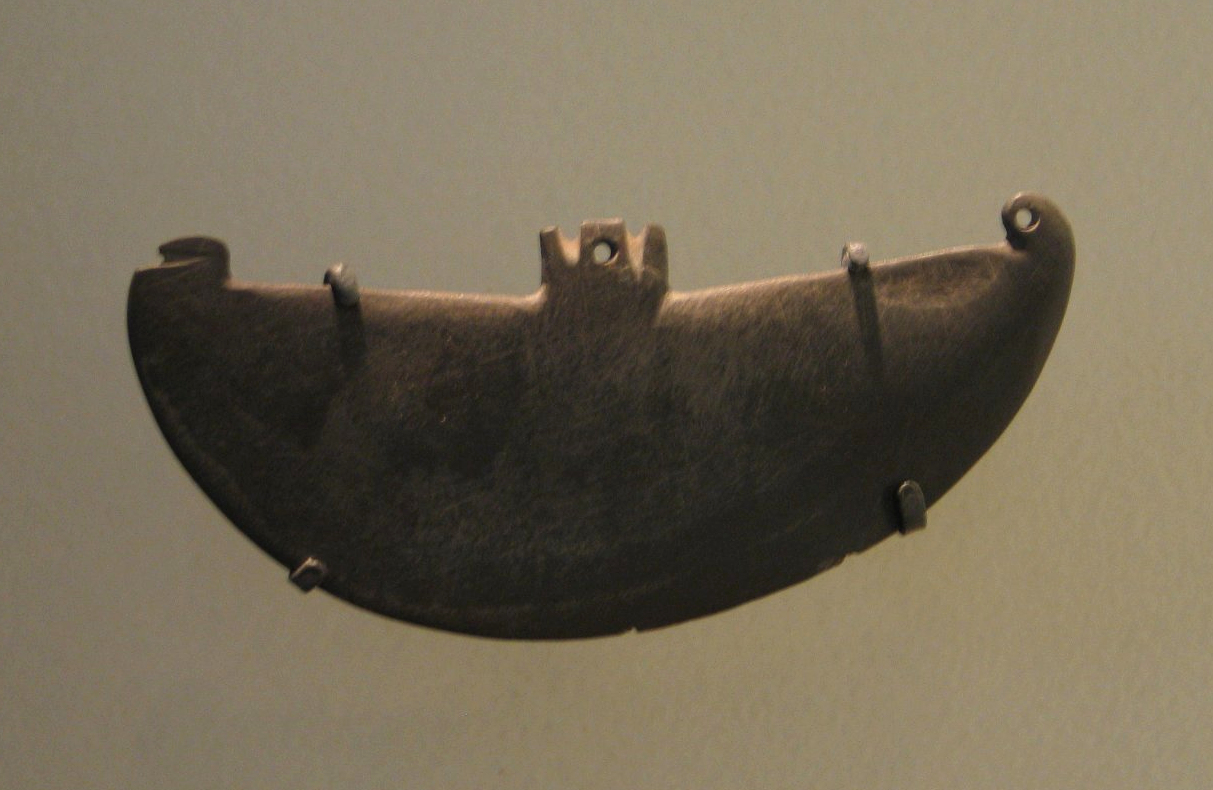
船形调色板，公元前3700年至公元前3600年，涅伽达一期文化，现藏于布鲁克林博物馆
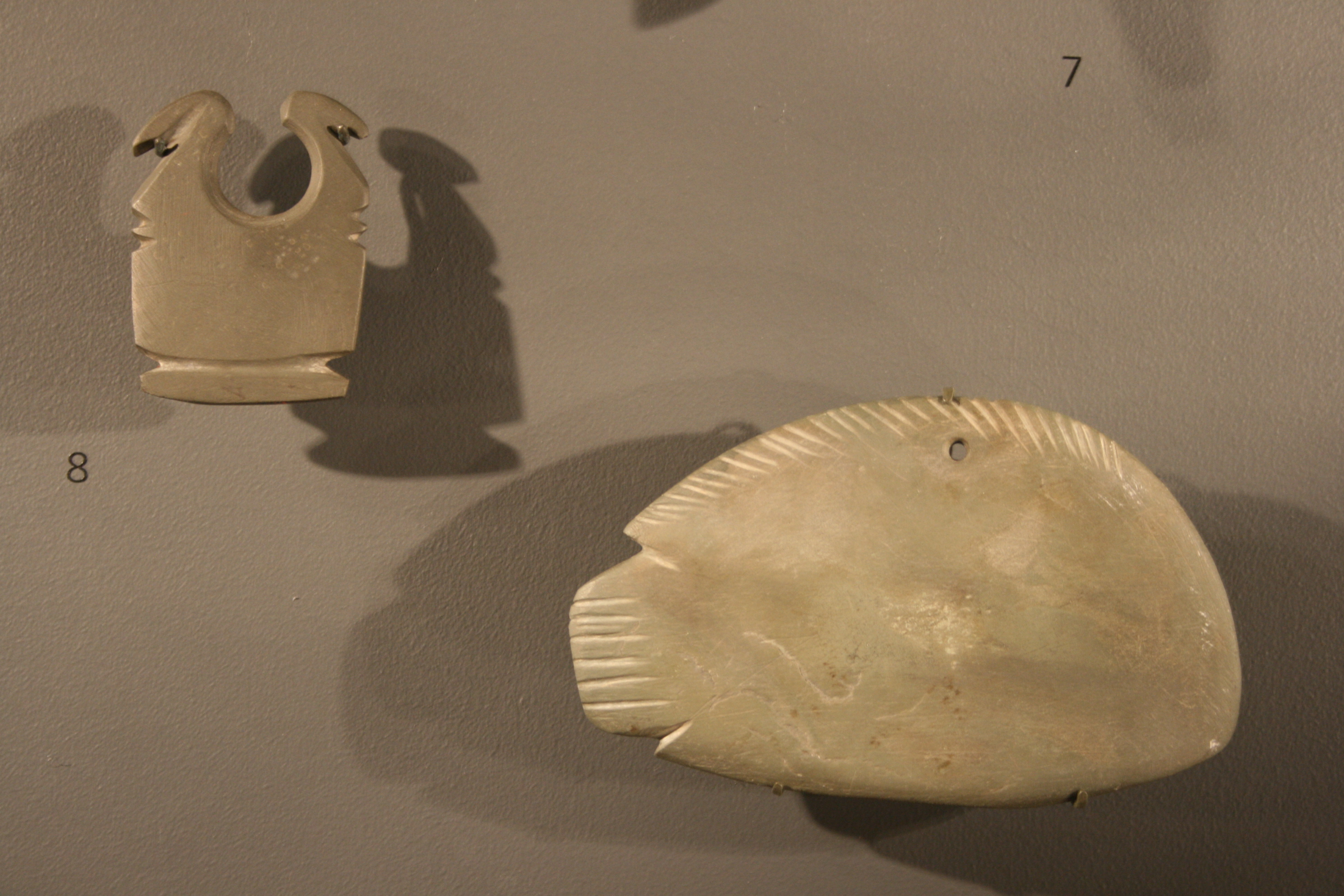
双头鸟调色板和鱼形调色板，涅伽达二期文化

## 生物人类学研究

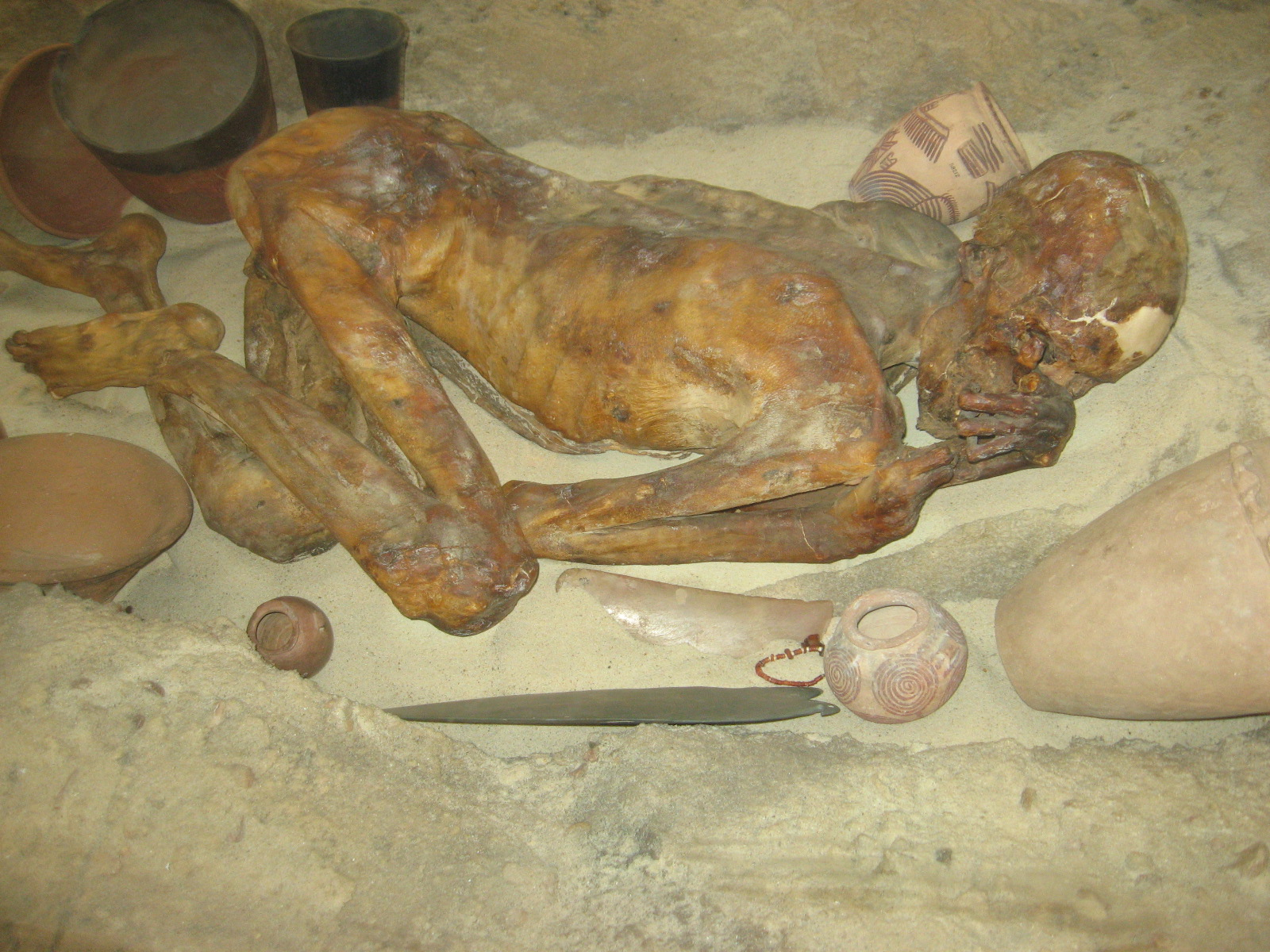
基波林木乃伊以及涅伽达二期文化装饰的陶罐，约公元前3400年

1993年，人类学家C·洛林·布雷斯进行了一项颅面研究并得出结论：“上埃及前王朝时期和下埃及的晚期王朝时期人群彼此之间的关系比与其他任何人群的关系更为密切”，并且在现代人群中与现代埃及人最为相似。报告指出，“自更新世时期以来，埃及人一直存在，基本上未受外侵或迁徙的影响。”对前王朝时期涅伽达人群的颅骨测量分析发现，他们与其他居住在北非并使用亚非语系语言的人群关系密切，包括在非洲之角和马格里布的部分地区，以及青铜时代和中世纪努比亚人和古代杰里科的样本。涅伽达人的骨骼在形态上也与来自欧洲和印度次大陆的现代骨骼系列相似，但在表型上与居住在撒哈拉以南非洲和热带非洲的尼日尔-刚果语系人群骨骼，以及瓦迪哈勒法挖掘出的中石器时代骨骼有显著不同。
2022年，生物人类学家S.O.Y.基塔对布雷斯的研究方法论提出批评。基塔认为布雷斯“误述了他人工作中使用的典型相关分析和主成分分析的基本假设”。 此外，基塔还指出，1993年的研究忽视了“埃及人也可以与古代努比亚人和现代索马里人这两个热带非洲群体聚类在一起的事实”。
埴原恒彦（Tsunehiko Hanihara）等人在2003年的研究中对全球数据库中的70个样本进行了颅骨研究。其中包括来自前王朝时期的涅迦达和第十二至十三王朝时期的克尔玛，在研究中被统称为‘北非人’；另外还有来自索马里和尼日利亚的其他样本，被分类为‘撒哈拉以南非洲人’，但没有明确的年代划分。来自前王朝时期涅迦达，以及之后的克尔玛的样本聚类紧密，并与欧洲群体聚类在一起，而撒哈拉以南非洲的其他样本则显示出‘与其他地区显著分离，并且它们自身也存在多样性’。
另一方面，不同的体质人类学研究发现，涅迦达的骨骼遗骸与东北非洲具有生物亲缘关系。
On the other hand, various biological anthropological studies have found Naqada skeletal remains to have Northeastern African biological affinities.1996年，S.O.Y.基塔测量并描述了53个涅迦达颅骨样本。他得出结论称，61%至64%的样本属于南部序列（与克尔玛的库施人最接近），而36至41%的样本更类似于北埃及样本（沿海马格里布人）。相比之下，拜达里颅骨样本大多数与上埃及-南部系列相符，比例为90%至100%，另外的9%可能显示出北部亲缘关系。这种变化主要由于北埃及人沿尼罗河谷的本地迁移，或者近东人口的迁移，也可能是可能是两种人口流动产生的叠加效应，导致了基因交流。中东序列与早期南上埃及人和努比亚人都存在相似性，研究人员认为这可能在一定程度上反映了该族群的真实存在，这一观点得到了考古和历史资料的证实。
生物人类学家肖马尔卡·基塔与A·J·博伊斯指出，“对前王朝时期上埃及（形成期，约公元前4000-3100年）颅骨的研究表明，这些遗骸通常与古努比亚人、库施人、撒哈拉人以及现代非洲之角族群的颅骨特征更为接近，而与王朝时期下埃及人或古今南欧人群存在显著差异。" 两位学者进一步指出，尼罗河谷早期遗骸的肢体比例更近似热带人群特征。这一发现具有特殊意义，因埃及本身并不位于热带地区。研究者据此认为，“埃及尼罗河谷的主体居民并非源自欧洲等地的寒冷适应性人群”。
1996年，洛维尔（Lovell）和普罗斯（Prowse）研究了在涅伽达发现的墓葬人群，这些人被认为埋在高规格的贵族墓葬中，表明他们是涅伽达本地人口中内婚制的统治阶层或贵族，他们与努比亚北部（A族群）的人群更为接近，而非与南埃及的邻近人群。具体而言，作者强调涅伽达的样本“与下努比亚原始王朝时期样本的相似度高于与地理上更接近的南埃及的基纳和拜达里的样本”。然而，他们发现涅伽达墓地的骨骼样本与下努比亚的原始王朝时期人群，以及拜达里和基纳的埃及原始王朝时期样本都有明显不同（这二者之间也有显著不同） 总体而言，涅伽达墓地中的贵族和非贵族个体彼此间的相似度，仍高于其与北努比亚的样本或南埃及的拜达里和基纳的样本。
1999年，洛弗尔综合现代骨骼研究指出，“总体而言，上埃及与努比亚居民在生物特征上与撒哈拉及其以南人群呈现出最大的亲缘性”，但在非洲地域框架内仍存在局部变异。其研究同时指出，埃及与叙利亚-巴勒斯坦地区的考古及铭文证据“强烈暗示该区域基因流动存在极大的可能性”。
2018年，戈德通过比较18组时空跨度涵盖下埃及至下努比亚7400年时间的埃及-努比亚颅骨样本，解析尼罗河谷人群关系。生物距离矩阵显示，克尔玛与吉萨，克尔玛与利什特（Lisht）间存在最小生物距离；最大差异出现在萨亚拉C族群（Sayala C-Group）与泛墓葬样本、萨亚拉C族群与塞姆纳南部的基督教样本之间。中石器时代组群与埃及涅迦达人群的生物距离小于其与另一努比亚组群（库鲁布纳提岛）的距离，并与塞姆纳南部的努比亚基督教组群趋同。下努比亚北部与上埃及样本（A族群、C族群、中石器时代、萨亚拉C族群、科普特、赫萨/比加、拜达里及涅迦达）形成聚类；下埃及样本（吉萨、开罗、利什特）构成相对同质化组群；塞姆纳南部（麦罗埃、X族群、基督教）、地理邻近的库鲁布纳提（基督教）、泛墓葬及凯尔迈样本亦呈现空间聚集。整体数据呈现显著的南北梯度分布特征。
2020年，戈德对包含两组埃及前王朝样本（拜达里与涅迦达）、努比亚A族群及巴勒斯坦拉基什青铜时代样本的颅骨序列进行分析。结果显示：两个前王朝样本亲缘性最强，其次是涅迦达与努比亚组群。努比亚A族群在分布上更接近埃及样本，而拉基什样本与涅迦达的关联性强于拜达里。戈德运用时空模型解释生物距离模式，指出拜达里与拉基什的较远关系源于基因流动的时滞效应：随时间推移，种群间相似度将逐步提升。总体而言，两组埃及样本与努比亚组群的相似度均高于其与拉基什样本的关联性。
2023年，克里斯托弗·埃雷特指出，“公元前四千年古埃及文明发源地（特别是拜达里与涅迦达）主要墓葬遗址的人类学研究，表明其人群没有受到黎凡特人群的显著影响”。其研究揭示这些遗骸的颅齿特征东北非洲周边地区的长期定居人口（如努比亚与非洲之角北部）有着最为密切的相似性。埃雷特强调，“这些人口的成员并非来自其他地方，而是这些地区数千年以来原住民的直系后代”。埃雷特还引用现有的考古学、语言学与遗传学证据构建他的人口史观点。

## 涅伽达文化现存的基因数据
多位学者着重指出，当前针对埃及木乃伊遗骸开展的DNA研究存在显著的方法问题造成的局限性。 基塔与博伊斯（1996年）特别强调，前王朝时期埃及南部的骨骼尚未进行系统化DNA分析。 历史学家威廉·斯蒂宾与考古学家苏珊·N·赫尔夫特指出，埃及木乃伊DNA检测结果的矛盾性，导致学界对古埃及人种遗传构成及其地理起源难以形成共识。
尽管如此，多项DNA研究表明，基督教时期的努比亚人群、现代努比亚人及非洲之角的亚非语系族群，均为欧亚大陆西部与东非人群混合的后裔。